# Фёдоров, Вячеслав Андреевич
Вячеслав Андреевич Фёдоров (21 декабря 1918, Иваново-Вознесенск — 11 ноября 1985, Калининская область) — русский советский художник, заслуженный художник РСФСР (1976).

## Начало пути
Родился в 1918 году в городе Иваново-Вознесенске, в бедной семье ткачей. «Рисовальный» талант в семье наследственный: согласно семейному преданию дед художника был бродячим иконописцем. Детство было скудным.
В городе находилось художественное училище, ориентированное, в основном, на потребности ткацкой промышленности региона, но училище было прекрасно укомплектовано преподавателями и основные художественные дисциплины давались более чем достойно. В училище педагогами Вячеслава Фёдорова стали ученики знаменитого Валентина Серова — И. Н. Нефёдов и М. С. Пырин.
В течение 1936—1939 годов В. А. Федоров окончил училище, получив диплом с отличием. Три его пейзажа были отобраны для Всесоюзной выставки.

## Война и Академия художеств
Вскоре началась война. После тяжелейшего ранения в обе ноги, списанный вчистую, В. Федоров пробирается в Среднюю Азию, в Самарканд. Туда была эвакуирована ВАХ (Всесоюзная Академия художеств, позднее — Ленинградский институт живописи, скульптуры и архитектуры имени И. Е. Репина). 

Федоров зачислен и попадает в уникальнейшее учебное заведение, образованное соединением трех ведущих художественных ВУЗов страны: ВАХ, Московского Государственного художественного института (с 1948 года им. В. И. Сурикова) и Киевского художественного института.
Таким образом, в далеком Самарканде образовалась уникальная художественная среда и возникла редчайшая возможность познакомиться с ведущими мастерами различных школ и направлений, общаться с ними, учиться у них.
После возвращения Академии в Ленинград Федоров продолжает обучение по мастерской Бориса Владимировича Иогансона, наставником которого, в своё время, был замечательный колорист Константин Коровин. Вот так — из рук учеников Серова, к ученику Коровина… Прямая традиция Великого русского искусства.
Федоров учится вместе с Вячеславом Загонеком, Юрием Подляским, Борисом Угаровым, Леонидом Кабачеком, Анатолием Левитиным, Эдвардом Выржиковским, Майей Копытцевой.
В 1951 году окончено и обучение в Институте имени Репина. Диплом с отличием.

## Творческая деятельность
Федоров возвращается в родной город и становится преподавателем Ивановского Художественного училища. Очень много работает, как живописец. Много ездит по стране (известны его «Байкальский период», «Украинский» (Седнев), средняя Россия и, конечно же знаменитая Академическая дача — «Академичка».
Здесь нашел он свою главную тему неразрывности природы и человека, тему родной земли. Здесь же нашел и вечное своё вдохновенье — Тверскую землю и деревню Желниха.
Здесь он сформировался и состоялся как художник-пейзажист.
Пейзажи Фёдорова стали появляться на республиканских и всесоюзных выставках. Дружба и единомыслие связывает его с такими мастерами, как Владимир Гаврилов, Алексей Грицай, Валентин Сидоров, братья Ткачёвы.
Персональные выставки проходят в Москве, Ленинграде, Иванове, Тарусе, Калуге, Костроме, Плёсе, Вологде.

## Итоги
В 1976 году Вячеславу Андреевичу Фёдорову было присвоено звание «Заслуженный художник РСФСР».
Лучшие его произведения приобретают Государственная Третьяковская галерея и Государственный Русский музей; музеи Иванова, Ярославля, Костромы, Горького, Уфы, Саратова, Плёса (более шестидесяти музеев страны). Есть его работы и в галереях и собраниях зарубежья. Имя его стоит в одном ряду с именами классиков русской реалистической школы живописи. Его творчество тесно связано с направлением советской пейзажной живописи, представленным творчеством С. В. Герасимова, А.М, Грицая, Н. М. Ромадина, проникновенно воссоздавших ландшафты русской природы. Ученик с честью пронес сквозь жизнь традиции своих учителей, традиции русского искусства, традиции Серова, Коровина…
Телеканал «Культура» назвал В. А. Фёдорова «одним из лучших пейзажистов России XX века»
Умер В. А. Фёдоров 11 сентября 1985 года в деревне Желнихе в Калининской области. Посмертные выставки прошли в Москве и Париже. Сын — Андрей (род. 1961), дочь - Елизавета  (род. 1948) и внучки Дарья и Ольга продолжают художественную династию.

## Память
В 2013 году по инициативе частного коллекционера в городе Плёсе установлен памятник Вячеславу Фёдорову.